# Station Lesiów
Station Lesiów is een spoorwegstation in de Poolse plaats Lesiów.